# Qui c'est celui-là ?
Singles de Pierre Vassiliu
J'ai trouvé un journal dans le hall de l'aéroport
(1973) Il était tard ce samedi soir
(1974)
Pistes de Qui c'est celui-là ?
Marie en Provence
Qui c'est celui-là ? est une chanson de Pierre Vassiliu, sortie en 1973, qui a contribué fortement à la notoriété en France de cet auteur-compositeur-interprète. C'est une adaptation humoristique d'une chanson brésilienne de Chico Buarque (« Partido alto »).

## Historique

### Genèse
C'est une adaptation humoristique d'une chanson brésilienne de Chico Buarque (« Partido alto »), sans que Pierre Vassiliu ne se soucie de faire correspondre réellement les paroles françaises au texte original. Ces paroles françaises ont été retenues pour leur sonorité. La chanson de Chico Buarque avait valu à celui-ci des difficultés avec la censure militaire, parce qu'il se moquait des préjugés de la bourgeoisie envers la population brésilienne la plus misérable. Ce contexte n'apparaît plus vraiment dans la version de Pierre Vassiliu,. Chico Buarque aurait peu apprécié cette traduction très « libre » de son texte.

### Portée
La version de Vassiliu a été vendue à 300 000 exemplaires en quatre mois. La chanson a été numéro un en France en 1974, et a servi de générique d'émission de radio RTL La Grande Parade, pour le jeu L'Invité-mystère.
Qui c'est celui-là ? est aussi le titre de l'autobiographie de Pierre Vassiliu, paru aux Éditions n°1 en 2005. C'est également le titre d'un documentaire de la réalisatrice Laurence Kirsch retraçant la vie du chanteur. La chanson a contribué fortement à la notoriété en France de cet auteur-compositeur-interprète.

## Dans la culture

### Au cinéma
- 2016 : Bienvenue à Marly-Gomont de Julien Rambaldi, quand la famille emménage dans Marly-Gomont.